# 서사시

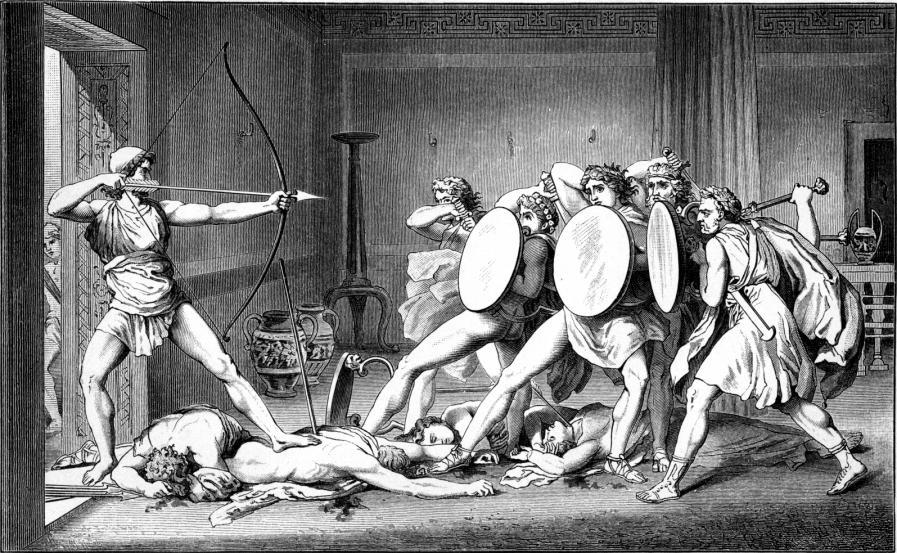

서사시(敍事詩)는 자연이나 사물의 창조, 신의 업적, 영웅의 전기 등을 주제로 하는 이야기 시이다. 서사시는 인류의 역사 속에서 존재한 거의 모든 문화에서 발견할 수 있다. 넓게는 문자 없이 들려주는 이야기로 전해져 온 것도 서사시에 포함하나 일반적인 서사시는 운문의 형식으로 쓰인 것을 말한다.
서사시는 서정시 · 극시와 함께 시의 3대 형식의 하나로서, 객관적 문학의 총칭에도 사용된다.
대한민국의 대표적인 서사시는 이규보가 지은 동명왕편이 있다. 고대 그리스에서는 음송(吟誦)한 이야기를 지칭했다. 이 표현 방법은 고대·중세에서는 성행했으나 차츰 극 또는 소설로 바뀌었다. 호메로스의 《일리아스》·《오디세이아》, 단테의 《신곡》, 인도 문학의 《라마야나》·《마하바라타》 등이 유명하다.

## 특징
서사시의 특징은 작자의 주관이 불명확한 데에 있다. 사건의 발전 · 갈등 · 해결에 작자는 자기 견해를 삽입하지 않는다.
서사시는 신화와 매우 밀접한 관계에 있다. 서사시에서 다루어지는 이야기는 주로 천지의 창조나 영웅의 전기등으로 신화의 주제와 일맥 상통한다.
현존하는 세계 최고(最古)의 문학작품으로 일컫는 『길가메쉬 서사시』도 유명한 서사시의 범주로 꼽힌다. 한국에서는 이규보가 지은 동명왕편이라는 서사시가 유명하다. 서양 문학의 고전에서 서사시라 불리는 것으로는 고대에는 『일리아드』나 『오디세이아』, 『노동과 나날』이, 중세에는 『베오울프』, 『니벨룽겐의 노래』, 『로만의 노래』 등이 있다. 아시아에서는 인도의 『마하바라타』, 『라마야나』 등이 대표적이다. 민족서사시로써 유명한 것은 이란의 『샤 나메』, 포르투갈의 『우즈 루지아다스』, 핀란드의 『카레발라』, 일본 아이누 민족의 『유카라』 등이 있다. 문헌학자 에리히 아우어바흐는 고대의 서사시 문체에 대해서 호메로스의 『오디세이아』와 구약성경의 이삭의 번제(燔祭), 두 개를 비교하고 있다.
산문으로써 쓰여진 때에 서사시에서 소설로의 변화가 이루어졌고, 서양에서는 2세기에 『다프니스와 크로에』, 페트로니우스의 《사티리콘》에서 이미 산문화가 보인다. 이탈리아의 알리기에리 단테가 쓴 『신곡』은 형식상으로는 서사시이지만, 영웅담과는 다른 점은 없다.

## 주요 서사시

### 고대 서사시
- 길가메쉬 서사시
- 오디세이아
- 일리아드

### 중세 서사시
- 동명왕편
- 베오울프
- 니벨룽의 노래
- 롤랑의 노래

### 근대 서사시
- 파우스트
- 실낙원

## 영향
서사시의 이야기들은 신화와 함께 많은 영화와 소설, 특히 판타지의 모티브가 되었다.

## 같이 보기
- 칼리오페
- 무훈시
- 하이 판타지
- 서사 영화
- 서사극
- 역사화
- 인도 서사시
- 영웅의 여정
- 이야기 시

## 참고 문헌
- 이 문서에는 다음커뮤니케이션(현 카카오)에서 GFDL 또는 CC-SA 라이선스로 배포한 글로벌 세계대백과사전의 내용을 기초로 작성된 글이 포함되어 있습니다.